# Andrej Košak
Andrej Košak, slovenski filmski režiser in scenarist, * 16. junij 1965, Ljubljana.

## Življenjepis
Diplomiral je na Akademiji za gledališče, radio, film in televizijo v Ljubljani, smer režija. Po končanem študiju je sodeloval z RTV Slovenija kot samostojni sodelavec in režiral več kot 500 oddaj (med njimi Videošpon, Studio City idr.),videospotov ter oglasov. Njegov prvi celovečerec je bil film Outsider leta 1997, za katerega je napisal tudi scenarij in je do danes tretji najbolj gledani slovenski igrani film vseh časov. Leta 2002 je izšel njegov drugi film Zvenenje v glavi, pri katerem je bil režiser, koscenarist, montažer in producent.
Leta 2004 je soustanovil politično društvo Forum 21.

## Režirani filmi
- Akademija (1987), študijski dokumentarni film
- Emil (1988), študijski dokumentarni film
- Spirit of action (1990), študijski igrani film
- Outsider (1997), celovečerni igrani film
- Zvenenje v glavi (2002), celovečerni igrani film
- Stanje šoka (2011), celovečerni igrani film
- Vsi proti vsem (2020), celovečerni igrani film